# Annaba (distrito)
Annaba é um distrito localizado na província de Annaba, no extremo leste da Argélia. É o distrito mais populoso da província.[carece de fontes?]

## Municípios
O distrito consiste em dois municípios:
- Annaba
- Seraïdi